# Старовойтове
Старово́йтове (до 1946 — Волчків Перевіз ) — село в Україні, у Рівненській сільській громаді Ковельського району Волинської області. Відстань до Любомля становить близько 18 км і проходить автошляхом E373. Поблизу села розташований пункт пропуску Ягодин.
Село було перейменовано 1946 року на честь радянського прикордонника часів німецько-радянської війни, П. Старовойтова.[джерело?]
Тоді ж було збудовано меморіал трьох прикордонників, які салютують з автоматів.
Населення становить 225 осіб..

## Історія
У 1906 році Волчків Перевіз, село Гущанської волості Володимир-Волинського повіту Волинської губернії. Відстань від повітового міста 70  верст, від волості 10. Дворів 68, мешканців 486.
До 18 липня 2017 року село належало до Рівненської сільської ради.

## Населення
Згідно з переписом УРСР 1989 року чисельність наявного населення села становила 200 осіб, з яких 100 чоловіків та 100 жінок.
За переписом населення України 2001 року в селі мешкало 225 осіб.

### Мова
Розподіл населення за рідною мовою за даними перепису 2001 року:
| Мова       | Відсоток |
| ---------- | -------- |
| українська | 99,56 %  |
| російська  | 0,44 %   |